# Peire de Bussignac
Peire de Bussignac (s. XII) fou un trobador occità. Se'n conserven només dues composicions.

## Vida i obra
La breu vida d'aquest trobador ens informa que era clergue (i així el dibuixa la miniatura), d'Autafort "el castell de Bertran de Born". I que feu bons sirventesos per escarni de les dames que obraven malament i també sirventesos per reprendre Bertran de Born. De fet, les dues composicions que se'n conserven són sirventesos.
Si és veritat que tingué relació amb Bertran de Born, s'hauria de situar la seva activitat literària en la segona meitat del segle xii.

### Obra
- (332,1)[1] Quan lo dous temps d'abril
- (332,2) Sirventes e chansos lais

### Repertoris
- Guido Favati (editor), Le biografie trovadoriche, testi provenzali dei secc. XIII e XIV, Bologna, Palmaverde, 1961, pàg. 362
- Jean Boutière / Alexander H. Schutz (editors), Biographies des troubadours : textes provençaux des XIIIe et XIVe siècle, París, Nizet, 1950, 1964, p. 224
- Alfred Pillet / Henry Carstens, Bibliographie der Troubadours von Dr. Alfred Pillet […] ergänzt, weitergeführt und herausgegeben von Dr. Henry Carstens. Halle : Niemeyer, 1933 [Peire de Bussignac és el número PC 332]